# Poeppigara
× Poeppigara (abreviado Ppg en el comercio) es un híbrido intergenérico entre los géneros de orquídeas Brassia × Cochlioda × Miltonia × Miltoniopsis × Odontoglossum.  Fue publicado en Sander's List Orchid Hybrids Addendum 2002-2004: xxxiii (2005).